# KMyMoney
KMyMoney — програма фінансового обліку (доходи, витрати, банківські рахунки, акції). Призначена для приватних осіб і малих підприємств. Програма доступна безкоштовно для Linux, Solaris та ін. ОС з середовищем робочого столу KDE (або хоча б з її основними бібліотеками, такими як KDELibs). Розповсюджується на умовах GNU General Public License.